# Three-Fingered Kate: The Wedding Presents
Three-Fingered Kate: The Case of the Chemical Fumes è un cortometraggio muto del 1912 diretto da Charles Raymond.
Kate è interpretata da Ivy Martinek, sorella del regista.

## Trama
In occasione del matrimonio della figlia, Douglas Carrington deve pensare a come mettere al sicuro i regali di nozze che ammontano alla bella cifra di mille sterline. Di conseguenza, decide di assumere un detective. Scrive perciò una lettera all'investigatore privato di Baker Street, il famoso 'Sheerluck' Finch, lettera che poi affida alla cameriera, incaricata di impostarla. Costei però la consegna a un bambino di passaggio che promette di imbucarla. Il piccolo non riesce ad arrivare alla buca, ma viene aiutato da una gentile vicina. Questa non è altri che Mary, sorella della temibile Three-Fingered Kate, ladra e rapinatrice, l'arci-criminale oggetto delle indagini di Sheerluck. Mary sottrae la lettera con l'inganno e poi, a casa, insieme alla sorella la apre con il vapore, leggendone il contenuto. La lettera, a questo punto, viene finalmente spedita.
Quella notte, Kate inizia a scavare un tunnel dalla casa della sorella, vicina di casa dei Carrington, fino al camino della stanza dove sono custoditi i regali. Il giorno dopo, Sheerluck arriva per prendere il suo posto di guardia: travestito da maggiordomo, si posiziona all'ingresso della stanza, impedendo che chiunque possa entrare. Dall'interno, intanto, Kate riesce a penetrare attraverso il camino: insieme ai suoi complici, fa razzia dei preziosi regali e, per provocare il suo nemico, gli lascia una sveglia impostata a suonare dopo venti minuti accompagnata da un biglietto. Quando Sheerluck sente suonare la sveglia, irrompe nella stanza insieme agli ospiti per trovarla completamente vuota: i ladri e, soprattutto, i regali sono già tutti spariti nella notte. Resta solo il biglietto firmato da Three-Fingered Kate.

## Produzione
Il film fu prodotto dalla British & Colonial Kinematograph Company.

## Distribuzione
Distribuito dalla Moving Pictures Sales Agency, uscì nelle sale cinematografiche britanniche nel luglio 1912. Il film è il quinto episodio della serie dedicata a Three-Fingered Kate ed è l'unico ancora esistente, conservato negli archivi del BFI.

## Episodi della serie
- The Exploits of Three-Fingered Kate, regia di J.B. McDowell (1909)
- Three-Fingered Kate: Her Second Victim, the Art Dealer, regia di H.O. Martinek (1909)
- Three-Fingered Kate: Her Victim the Banker o Three Fingered Kate, regia di H.O. Martinek (1910)
- Three-Fingered Kate: The Episode of the Sacred Elephants, regia di H.O. Martinek (1910)
- Three-Fingered Kate: The Wedding Presents, regia di Charles Raymond (1912)
- Three-Fingered Kate: The Case of the Chemical Fumes, regia di H.O. Martinek (1912)
- Three-Fingered Kate: The Pseudo-Quartette, regia di H.O. Martinek (1912)